# Burgui
Burgui (cooficialmente en euskera: Burgi) es una villa y un municipio español de la Comunidad Foral de Navarra, situado en el valle de Roncal y a 77 km de la capital de la comunidad, Pamplona. Su población en 2024 fue de 190 habitantes (INE). 
Su situación estratégica como paso obligado hacia el sur favoreció su carácter militar, existiendo un importante castillo en la Edad Media, donde hoy se encuentra la ermita de Nuestra Señora del Castillo, y se conserva un imponente puente medieval sobre el río Esca. En el interior de la iglesia de San Pedro se conserva el viejo órgano del Monasterio de Leyre.
Su gentilicio es burguiés/esa[cita requerida] o burgiarra, este último tanto en masculino como en femenino.

## Toponimia
El nombre de Burgui probablemente puede estar relacionado con la voz burgu que significa núcleo de población. 
Sobre su origen hay varias interpretaciones algunas de ellas reunidas por Luis Michelena aunque según el mismo, estas resultan poco consistentes. La teoría propuesta por Gorostiaga consiste en que su origen está en la presencia del nominativo plural latino. Existe el barrio Burgiberria (burgo nuevo) en Isaba en el que es lógico ver el mismo origen. Además, Alfonso Irigoyen señala la existencia de caseríos llamados Burgieta y Burgia en Abadiano, Burgoa en Berriatua y una localidad alavesa llamada Murguía.).
También existen algunas traducciones populares del topónimo como cabecera de la ladera. Aunque la más extendida consiste en que el nombre de Burgui está formado por cada una de las iniciales de las villas del valles: B(idankoze), U(rzainki), R(oncal), G(arde), U(ztarroze), I(zaba).
En la documentación antigua el nombre de la villa figura de la siguiente manera: Burgui, Vurgui (1159, NEN), Burguy (1350, NEN).

## Símbolos

### Escudo
El escudo de armas de la villa de Burgui tiene el siguiente blasón:

Cuartelado: 1.º de azur y un puente de tres arcos de oro y sobre él la cabeza coronada de un rey moro. 2.º de gules y un lebrel de planta siniestrado. 3.º de gules y un castillo de plata. 4.º de azur y tres rocas de oro.

Este el blasón privativo del valle de Roncal y de cada una de las villas que lo integra, el cual antiguamente tenía únicamente la cabeza del rey moro sangrante, sobre un puente, debajo del cual había unas rocas, recordando el hecho de Olast. Em 1797, tras el heroico comportamiento de los roncaleses en la guerra de la Convención, el rey Carlos IV, le añadió el castillo y el lebrel, cuatelándose como queda dicho. 
En sus sellos actuales, la villa de Burgui usa una espada con una balanza, simbolizando la justicia.

## Geografía
La localidad de Burgui está situada en la parte Nordeste de la Comunidad Foral de Navarra y sur del valle de Roncal, a una altitud de 631 m s. n. m.. Su término municipal tiene una superficie de 64,33 km² y limita al norte con los municipios de Vidángoz, Roncal y Garde, al este y sur con el de Salvatierra de Esca en la provincia de Zaragoza y la comunidad autónoma de Aragón; y al oeste con los de Navascués y Gallués.

### Relieve e hidrografía
Burgui se sitúa en la confluencia del río Esca con el río Biniés los cuales avenan su término de norte a sur y discurren de forma trasversal a las unidades de relieve que este presenta.
Por lo general el término presenta relieves suaves debido a que en su mayoría está formado por material tipo flysch fácilmente erosionable y la altitud media está entre los 900 y 1000 m s. n. m.
Justo al sur del pueblo de sitúa la Foz de Burgui, donde se encajona el río Esca entre las sierras de Illón y de la Peña, en cuya cima se sitúa la ermita de la Virgen de la Peña. También muy cerca, en dirección a Lumbier se sitúa la Foz de Arbayún.

### Clima
El clima del municipio es por lo general del tipo submediterraneo de montaña. Sus principales características son las frecuentes nevadas invernales en las sierras y un tímido inicio de la aridez estival. También suele presentar diferencias climáticas dependiendo de la cota de altitud y la orientación de las laderas. La temperatura media anual varía entre 12° y 8 °C, dependiendo de la altitud, el índice de precipitación anual está entre 1.000 y 1.400 mm, produciéndose entre 100 y 120 días de precipitación al año. El índice anual de evapotranspiración potencialde está entre 700 y 650 mm.

## Demografía
Burgui cuenta con una población de 190 habitantes (INE 2024).
| Gráfica de evolución demográfica de Burgui entre 1842 y 2021 |
| |
| Población de derecho según los censos de población del INE Población de hecho según los censos de población del INEEn este censo se denominaba Buogüi: 1842 En estos censos se denominaba Burgui: 1857, 1860, 1877, 1887, 1897, 1900, 1910, 1920, 1930, 1940, 1950, 1960, 1970, 1981 y 1991 |

## Economía
Burgui tuvo un importante papel en la época de la explotación maderera de los bosques del valle de Roncal mediante las almadías, disponiendo del Museo de la Almadía y celebrando la rememoración de esta actividad de transporte fluvial de troncos en el mes de abril denominado el Día de la Almadía.

## Administración y política
Burgui conforma un municipio el cual está gobernado por un ayuntamiento de gestión democrática desde 1979, formado por 5 miembros elegidos en las elecciones municipales según está dispuesto en la Ley Orgánica del Régimen Electoral General. La sede del consistorio está situada en la plaza de la Villa, n.º 1 de la localidad de Burgui.
Debido a que no se presentó ninguna candidatura para las elecciones municipales de mayo de 2011 no pudieron celebrarse en esta fecha y tuvieron lugar el 20 de noviembre del mismo año coincidiendo con las elecciones generales. En éstas se presentaron 2 candidaturas Agrupación Independiente Aizpea (AIA) y Unión del Pueblo Navarro (UPN), aunque esta última fue anulada por la Junta electoral de Aoiz con lo que solo la primera concurrió a los comicios.
| Candidato                | Partido político                      | Votos | Concejales |
| ------------------------ | ------------------------------------- | ----- | ---------- |
| Elena Calvo Petroch      | Agrupación Independiente Aizpea (AIA) | 73    | 1          |
| Iosu Ezquer San Martín   | Agrupación Independiente Aizpea (AIA) | 72    | 1          |
| Idoia Glaria Ezquer      | Agrupación Independiente Aizpea (AIA) | 63    | 1          |
| David Lacasia Mendizábal | Agrupación Independiente Aizpea (AIA) | 60    | 1          |
| José Manuel Redado Prat  | Agrupación Independiente Aizpea (AIA) | 28    | 1          |

| Mandato   | Nombre del alcalde     | Partido político |
| --------- | ---------------------- | ---------------- |
| 1999-2007 | Manuel Sanz Zabalza    |                  |
| 2007-2011 | Ignacio Ayerra Arraras | AIB              |
| 2011-     | Elena Calvo Petroch    | AIA              |

## Transportes y comunicaciones

### Red viaria
La localidad de Burgui se encuentra situada en el cruce entre las carreteras NA-137 y NA-214.

### Transporte interurbano
La compañía de autobuses, La Tafallesa dispone de una línea entre las localidades de Uztárroz y Pamplona. La línea en su recorrido tiene parada en las siguientes localidades:
- Uztárroz - Isaba - Urzainqui - Roncal - Garde - Burgui - Salvatierra de Esca - Sigüés - Yesa - Javier - Sangüesa - Liédena - Lumbier - Nardués-Aldunate - Ibargoiti - Monreal - Noáin - Cordovilla y Pamplona